# Hustler

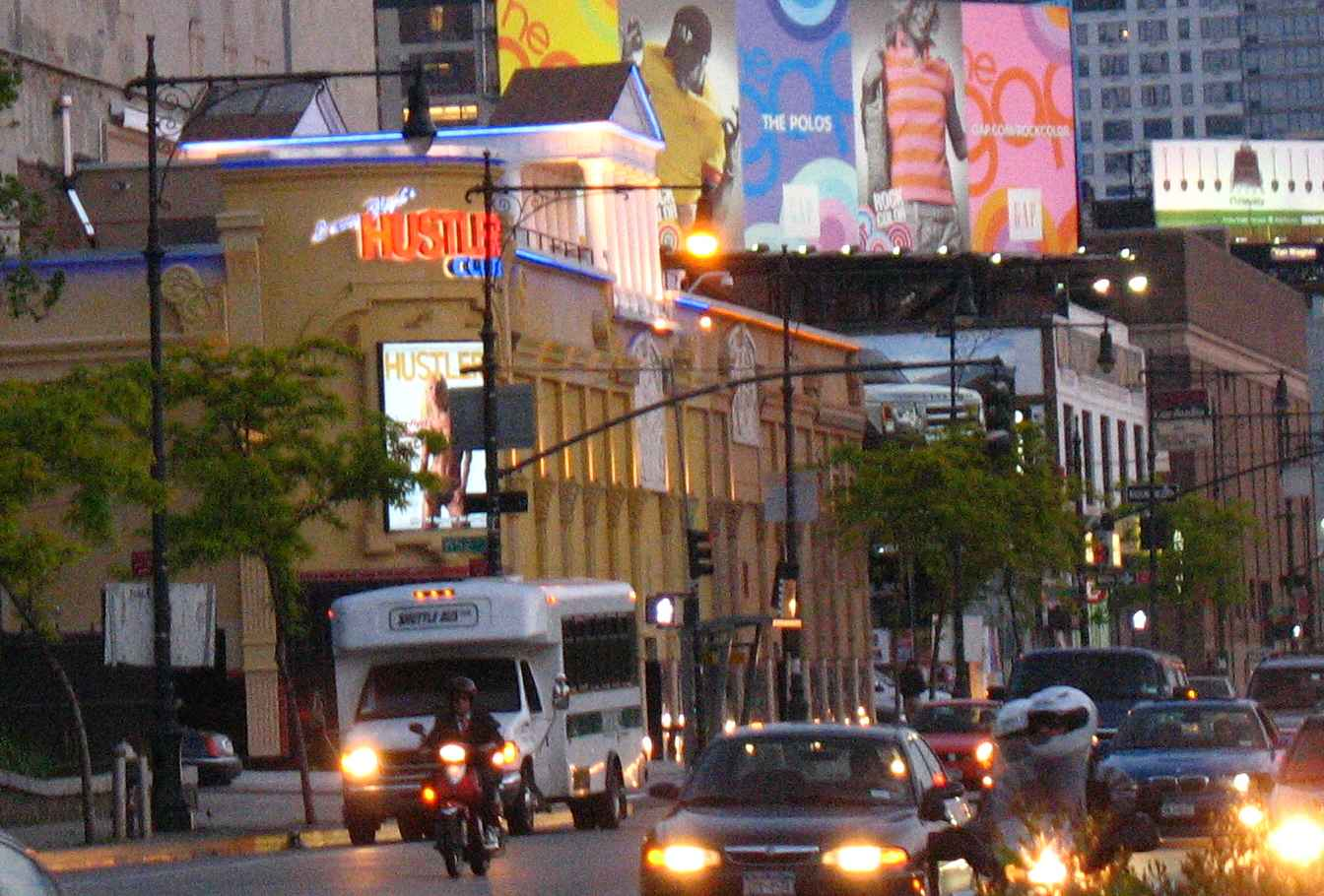
Hustler Club na West 52nd Street w Nowym Jorku

Hustler – ilustrowany magazyn pornograficzny dla mężczyzn, założony w roku 1974 w Stanach Zjednoczonych przez Larry'ego Flynta.

## Historia
Jego poprzednikiem był „Hustler Newsletter” – tani biuletyn sieci barów ze striptizem w Ohio. Ze względu na swój odważny charakter, publikacje w magazynie stały się elementem procesu obalania tabu obyczajowego w Stanach Zjednoczonych. W roku 1988 jedna z publikacji w „Hustlerze” stała się przedmiotem rozstrzygnięcia Sądu Najwyższego na temat granic wolności słowa, gwarantowanej przez pierwszą poprawkę do amerykańskiej Konstytucji.
Na początku 1983 roku „Hustler” opublikował materiał pornograficzny przedstawiający kobietę gwałconą przez mężczyzn na stole bilardowym. Po tym, jak 6 marca 1983 w barze w New Bedford doszło do zbiorowego gwałtu mężczyzn na kobiecie na stole bilardowym, „Hustler” opublikował kolejny materiał pornograficzny, stylizowany na pocztówkę. Zdjęcie przedstawiało nagą kobietę z rozłożonymi nogami siedzącą na stole bilardowym. Było opatrzone podpisem „Witamy w New Bedford”.

## Edycje zagraniczne
Obecnie, oprócz oryginalnej wersji amerykańskiej, istnieją także zagraniczne edycje miesięcznika.

### Edycja polska
Pierwszy numer polskiej edycji miesięcznika „Hustler” ukazał się w lutym 1999 w Krakowie. W skład redakcji weszli: Tadeusz Jasiński (red. naczelny), Kazimierz Lubiński (sekretarz), Katarzyna Turaj-Kalińska (red. literacki), Jacek Dembosz (red. artystyczny). Pismo istniało do marca 2000, wówczas odbiegało od wersji oryginalnej. Ponownie pojawiło się na rynku w 2002, a jego redaktorem został Tomasz Borowiecki, natomiast wśród współpracowników znaleźli się m.in. Ludwik Stomma, Krzysztof Skiba i Piotr Ikonowicz. Ukazywało się do 2012.

## Erotic Movie Award
Podczas Złotego Wieku Pornografii, a przed wejściem do branży filmowej, „Hustler” był jednym z dwóch magazynów, które przyznawały nagrody dla filmów erotycznych dla dorosłych, drugim był Adam Film World. Nagrody przyznano na podstawie kart do głosowania fanów wydrukowanych w publikacji. Ogłaszając swoje trzecie doroczne nagrody, magazyn powiedział: „Nagrody Hustlera w dziedzinie filmów erotycznych mają na celu nagrodzenie doskonałości w branży filmów erotycznych, a tym samym zachęcenie szybko zarabiających twórców przeciętności do uporządkowania swoich występów lub wycofania się z biznesu”. Zaprzestano nominować do nagród pod koniec lat osiemdziesiątych. 
| Rok  | Kategoria                                 | Rezultat                                                        |
| ---- | ----------------------------------------- | --------------------------------------------------------------- |
| 1979 | Najlepszy film                            | SexWorld (1977)                                                 |
| 1979 | Najlepsza aktorka                         | Sharon Thorpe w SexWorld (1977)                                 |
| 1979 | Najlepszy aktor                           | John Leslie w Sensual Encounters of Every Kind (1978)           |
| 1979 | Najlepszy reżyser                         | Anthony Spinelli - SexWorld (1977)                              |
| 1979 | Najlepsza scena seksu                     | Harry Reems i Maria Lynn w Młodych motylach (Butterflies, 1973) |
| 1979 | Najbardziej utalentowany artysta fellatio | Carol Connors w The Erotic Adventures of Candy (1978)           |
| 1979 | Najbardziej utalentowany mineciarz        | John Leslie w The Other Side of Julie (1978)                    |
| 1983 | Najlepszy film                            | The Dancers (1981)                                              |
| 1983 | Najlepsza aktorka                         | Annette Haven w Peaches and Cream (1981)                        |
| 1983 | Najlepszy aktor                           | John Leslie w Nothing to Hide 1 (1981)                          |
| 1983 | Najlepszy reżyser                         | Anthony Spinelli - The Dancers (1981)                           |
| 1983 | Najlepsza scena seksu                     | Jamie Gillis i Veronica Hart w Wanda Whips Wall Street (1982)   |
| 1983 | Najbardziej utalentowany artysta fellatio | Annie Sprinkle w Deep Inside Annie Sprinkle (1981)              |
| 1983 | Najbardziej utalentowany mineciarz        | Annette Haven w Peaches and Cream (1981)                        |
| 1986 | Najlepszy film                            | New Wave Hookers (1984)                                         |
| 1986 | Najlepsza aktorka                         | Colleen Brennan w Trinity Brown (1984)                          |
| 1986 | Najlepszy aktor                           | Jerry Butler w Snake Eyes (1984)                                |
| 1986 | Najlepszy reżyser                         | Gregory Dark - New Wave Hookers (1984)                          |
| 1986 | Najlepsza scena seksu                     | Traci Lords i Tom Byron w Sister Dearest (1984)                 |
| 1986 | Najbardziej utalentowany artysta fellatio | Ginger Lynn w Bedtime Tales (1985)                              |
| 1986 | Najbardziej utalentowany mineciarz        | Danielle w Hostage Girls (1984)                                 |
| 1986 | Najbardziej rozczarowujący film           | Debbie Does Dallas III: The Final Chapter (1985)                |